# 1800 en musique classique
| \| • Retour à la chronologie générale de la musique classique • \| |
| Grèce • Rome • Haut Moyen Âge • VIIIe siècle • IXe siècle • Xe siècle • XIe siècle XIIe siècle • XIIIe siècle • XIVe siècle • XVe siècle • XVIe siècle • XVIIe siècle XVIIIe siècle • XIXe siècle • XXe siècle • XXIe siècle |
| • Retour à la chronologie générale de la musique classique • |

| Années en musique classique : 1797 - 1798 - 1799 - 1800 - 1801 - 1802 - 1803    |
| Décennies en musique classique : 1770 - 1780 - 1790 - 1800 - 1810 - 1820 - 1830 |

## Événements
- 16 janvier - L'opéra de Luigi Cherubini, Les Deux Journées (ou Le Porteur d'eau), est créé à Paris à la Salle Feydeau.
- 2 avril - Création du septuor pour cordes et vents op. 20 et de la première symphonie op. 21 de Beethoven  à Vienne. Il termine la même année la série de six quatuors à cordes opus 18.
- 16 septembre - L'opéra de François-Adrien Boïeldieu, Le Calife de Bagdad, est créé à la salle Favart à Paris.
- 27 décembre - Bion, opéra-comique d'Étienne Nicolas Méhul, créé à l'Opéra-Comique.

Date indéterminée
- Muzio Clementi fonde une maison d'édition et de facture de piano à Londres.
- Jan Ladislav Dussek compose sa Grande sonate.

## Naissances

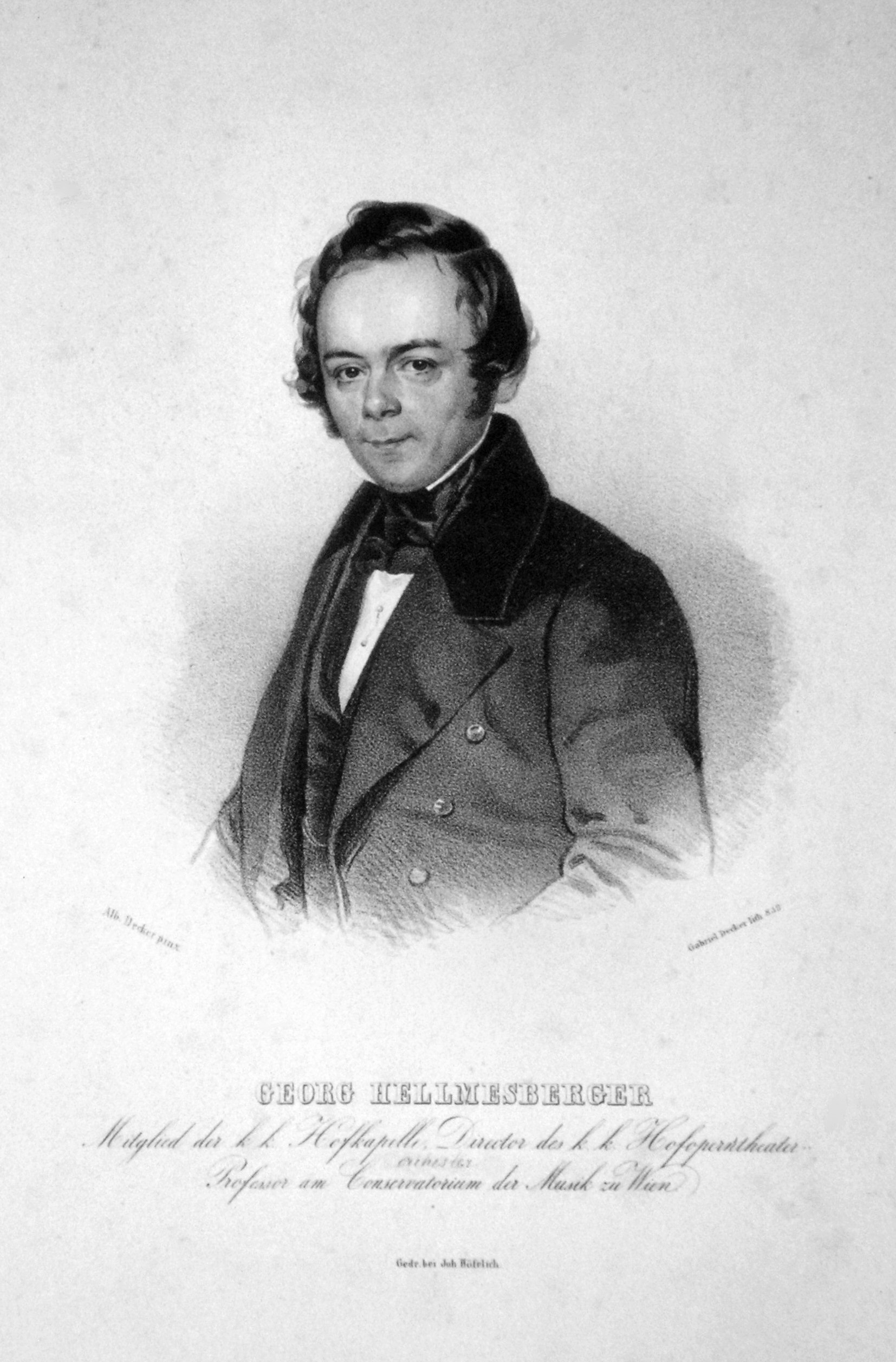
Georg Hellmesberger I

- 1er janvier : Filipina Brzezińska-Szymanowska, pianiste et compositrice polonaise († 10 novembre 1886).
- 11 janvier : Giuseppina Ronzi de Begnis, soprano italienne († 7 juin 1853)
- 14 janvier : Ludwig von Köchel, écrivain, compositeur, botaniste et éditeur autrichien († 3 juin 1877).
- 15 mars : Raimondo Boucheron, compositeur et musicologue italien († 28 février 1876).
- 25 mars : Pompeo Belgiojoso, basse et compositeur de romances milanais († 14 décembre 1875).
- 28 mars : Antonio Tamburini, baryton-basse italien († 8 novembre 1876).
- 24 avril : Georg Hellmesberger I, violoniste, chef d'orchestre et compositeur autrichien († 16 août 1873).
- 17 mai : Carl Friedrich Zöllner, compositeur et chef de chœur allemand († 25 septembre 1860).
- 20 mai : Adelaide Tosi, soprano italienne († 15 mars 1859).
- 21 juin : Luigi Gordigiani, compositeur italien († 1er mai 1860).
- 4 novembre : Eduard Brendler, flûtiste et compositeur suédois († 16 août 1831).

Date indéterminée
- Maria Caterina Rosalbina Caradori-Allan, née de Munck, soprano française († le 15 octobre 1865)
- Raffaele Scalese, basse italienne († 1884).

## Décès

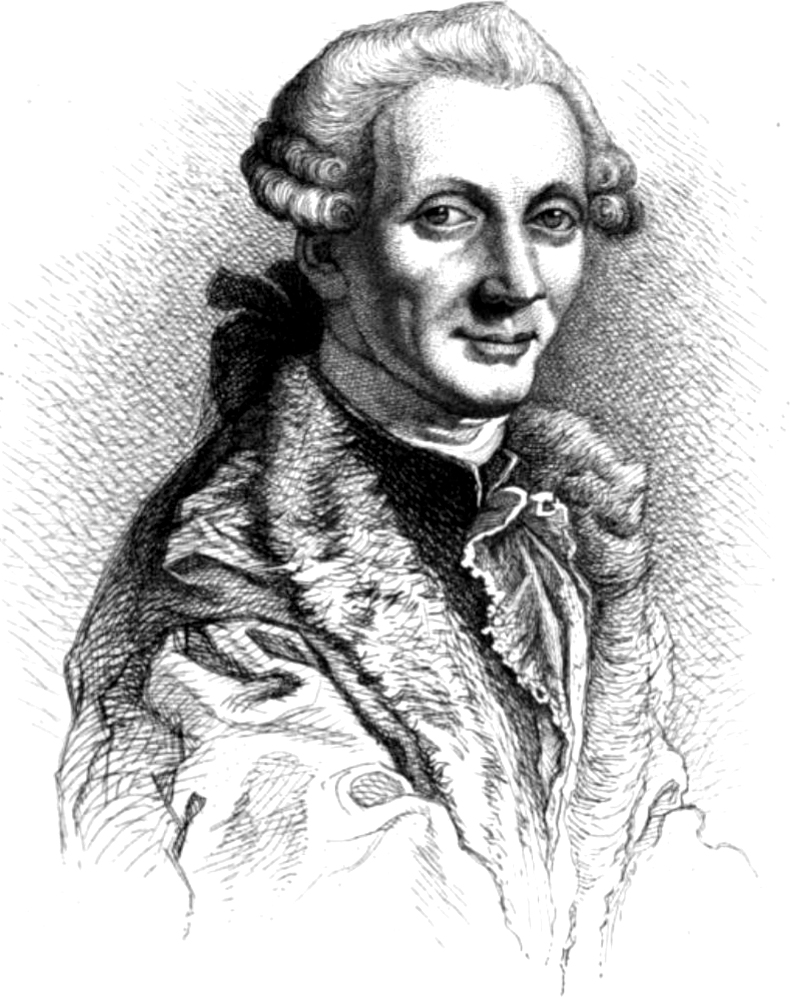
Niccolo Piccinni

- 25 février : Gaudenzio Battistini, compositeur Italien (° 30 juin 1722).
- 2 mars : Christian Friedrich Schale, organiste, violoncelliste et compositeur allemand (° 10 mars 1713).
- 9 mars : Domenico Della-Maria, compositeur français (° 14 juin 1769).
- 29 avril : Johann Christian Fischer, compositeur et hautboïste allemand (° vers 1733).
- 7 mai : Niccolò Vito Piccinni, compositeur italien (° 16 janvier 1728).
- 10 juin : Johann Abraham Peter Schulz, compositeur allemand (° 31 mars 1747).
- 11 juin : Margarethe Danzi, compositrice et soprano allemande (° 1768).
- 3 août : Carl Friedrich Christian Fasch, compositeur allemand (° 18 novembre 1736).
- 8 septembre : Pierre Gaviniès, violoniste et compositeur français (° 11 mai 1728).
- 26 septembre - William Billings, compositeur américain (° 7 octobre 1746).
- 27 septembre : Hyacinthe Jadin, compositeur et pianiste français  (° 27 avril 1776).
- 8 novembre : Denis Ballière de Laisement, compositeur et théoricien français (° 9 mai 1729).

Date indéterminée
- Antoine Albanèse, chanteur classique castrat italien.
- François Krafft, claveciniste, pédagogue et compositeur belge (° 1733).